# 苞汉阳
苞汉阳，北宋梅山峒（今娄底市新化县一带）峒民左甲首领，领导峒民起事。
梅山峒蛮原来不与中原相通。其地东接潭州，南接邵州，西接辰州，北接鼎州、澧州，而梅山居其中。开宝八年（975年），梅山峒蛮骚扰邵州武冈县、潭州长沙县。太平兴国二年（977年）七月，左甲首领苞汉阳与右甲首领顿汉凌等率众暴动，攻打边界，北宋朝廷多次遣使招谕，苞汉阳不听，宋太宗命客省使翟守素发潭州兵镇压，将其讨平。自此不许梅山峒蛮与汉民互相交往，其地不得耕牧。